# Она Карбонељ
Она Карбонељ (Барселона, 5. јун 1990) je шпанска пливачица (синхроно пливање). Она се такмичила на Летњим олимпијским играма 2012, где је освојила сребрну медаљу у женском дуету.